# Barney och vänner
Barney och vänner är ett TV-program riktat till små barn. Serien producerades för PBS Kids av HIT Entertainment mellan åren 1992 och 2010.